# Jardines de Lórien
En el universo imaginario de J. R. R. Tolkien y en la novela El Silmarillion, los Jardines de Lórien son una hermosa región de Aman, ubicada al sur de Valinor. Su nombre es quenya y puede traducirse como «tierra de los sueños».
En esta región gobierna el vala Irmo (el dador de sueños y visiones) junto con su esposa Estë (la curadora), bajo la egide de Manwë. Allí las almas cansadas y mermadas llegan para descansar de las penas pues grande es el don de sus regentes para sanar de los pesares e incluso los mismos valar lo frecuentan. Así fue con la madre de Fëanor, Míriel, cansada y con el alma menguada por el nacimiento de Fëanor, fue puesta al cuidado de Lórien. Y la misma Melian estuvo ahí antes de la venida de los quendi de las tierras de Endor.
También habitó allí la maia Arien quién luego tomaría la nave de Anar (el sol) creada por los valar para proteger a los hombres mortales después de la destrucción de los Dos Árboles de Valinor y el robo de los Silmarils, así como la huida de los Noldor y la muerte de Finwë, el rey de estos, y también para entorpecer a Morgoth.
En la Tierra Media hay una región gobernada por la señora Galadriel y su esposo Celeborn que es conocida como Lothlórien (o simplemente Lórien). Era el más hermoso de los reinos élficos que quedaban en la Tierra Media en la Tercera Edad del Sol.

## Lugares

### Lórellin
Se trata de un Lago ubicado en el centro de los Jardines de Lórien. Lórellin es considerado como el más hermoso lago de Arda. En su interior se encuentra la Isla en donde habita la Vala Estë. Su nombre es Quenya y puede traducirse como «lago del sueño».

### Isla de Estë
En los maravillosos Jardines de Lórien, en Valinor, se encuentra la Isla de Estë, hogar de la esposa del Señor de los Sueños, Estë la "Curadora", cuyo nombre significa «descanso». Ubicada en el centro del lago Lórellin, es una isla boscosa y cubierta de niebla.